# Wapenstilstand van Villa Giusti

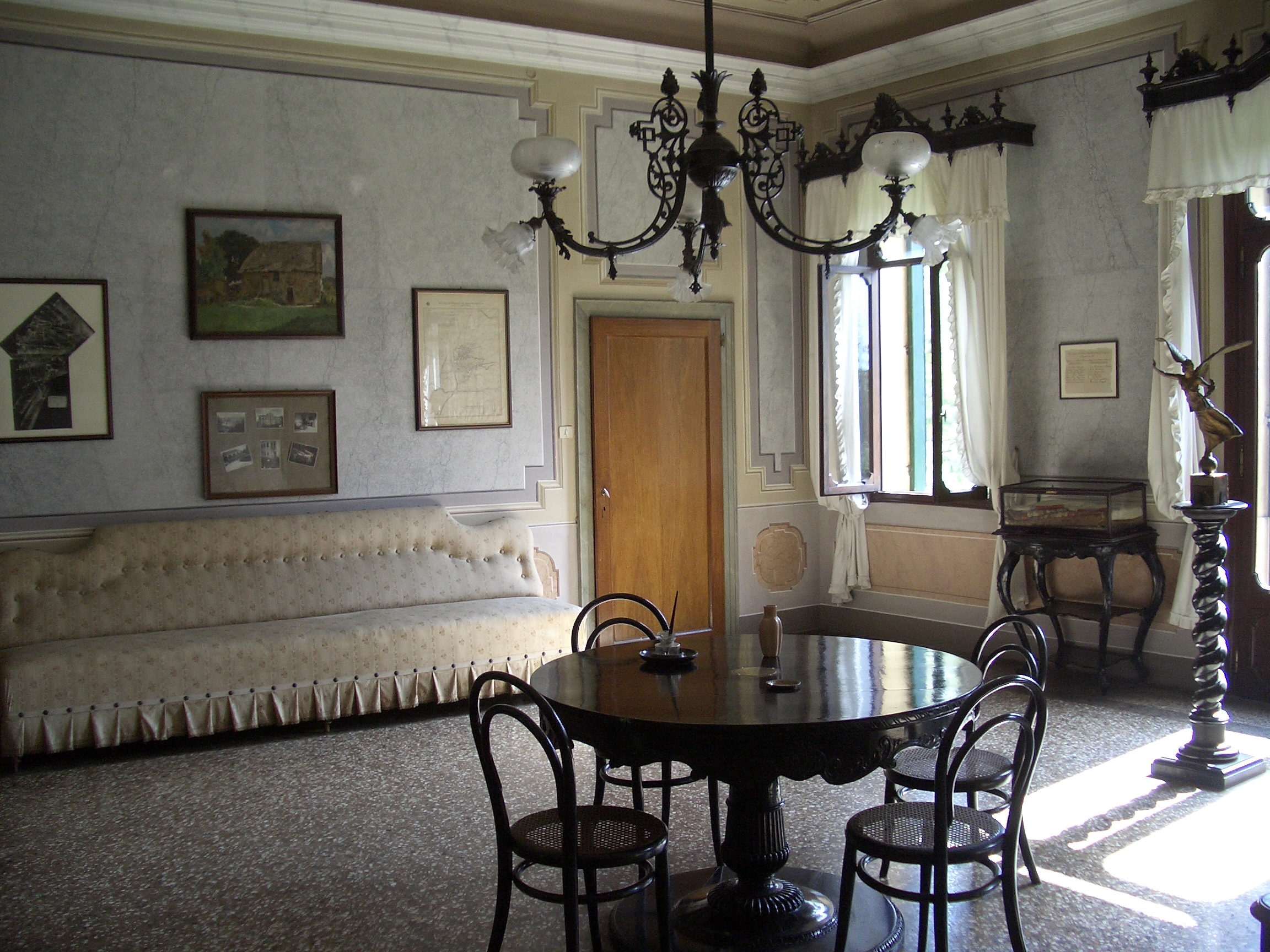
De zaal waar de wapenstilstand werd getekend (2004)

De Wapenstilstand van Villa Giusti in Padua betekende het einde van de vijandelijkheden tussen het Oostenrijks-Hongaarse keizerrijk en de Entente-mogendheden. De wapenstilstand werd op 3 november 1918 ondertekend en beëindigde de strijd aan het Italiaanse front.

## Voorgeschiedenis
Aan het einde van 1918 was het Oostenrijks-Hongaarse leger moegestreden, bovendien was de binnenlandse situatie in het Habsburgse rijk chaotisch. De diverse volkeren binnen het immense rijk streefden naar zelfstandige staten en wensten het opbreken van het rijk. Op 17 oktober 1918 kondigde keizer Karel I van Oostenrijk middels een manifest de federalisering van het Oostenrijkse deel van de Dubbelmonarchie aan: alle volkeren in Oostenrijk kregen het recht eigen regeringen en parlementen te vormen met een centrale rijksregering in Wenen. Voor veel volkeren kwam dit manifest veel te laat en zij eisten onmiddellijke onafhankelijkheid. Eind oktober 1918 riepen de vertegenwoordigers van de Tsjecho-Slowaakse en Zuid-Slavische volkeren de onafhankelijkheid van hun volkeren uit. Op 31 oktober 1918 verbraken de Hongaren de personele unie met Oostenrijk en van het rijk was in feite niets meer over. Verder strijden tegen de Entente was zinloos geworden, omdat de leiders van de nieuwe staten de soldaten behorende tot hun volkeren bevel gaven de vijandelijkheden te staken en naar hun nieuwe thuislanden terug te keren. Van de chaotische en wanordelijke toestanden binnen het Habsburgse rijk maakten de Italianen handig gebruik en op 24 oktober 1918 begon het Italiaanse leger een offensief tegen de Oostenrijkers dat succesvol verliep. Tijdens het offensief verdreven de Italianen niet alleen de Oostenrijks-Hongaarse strijdkrachten uit de door hen bezette delen van Italië maar slaagden erin de vooroorlogse grens met Oostenrijk-Hongarije te overschrijden.
Generaal der Infanterie Viktor Weber Edler von Webenau (1861-1932), die reeds op 25 oktober 1918 door keizer Karel was aangesteld als voorzitter van de Wapenstilstandscommissie, stelde op 29 oktober 1918 de Italianen op de hoogte van het voornemen van het Oostenrijks-Hongaarse rijk, nl. een onmiddellijke wapenstilstand. Aanvankelijk was het de bedoeling dat Weber al op 26 oktober de Italianen zou verzoeken om een wapenstilstand, maar de generale staf wist de keizer ervan te overtuigen nog even te wachten totdat de Oostenrijkse legers zich weer hadden hersteld in haar stellingen in de Alpen. Dit gebeurde echter niet en de angst dat de Italianen verder zouden oprukken, leidde tot het wapenstilstandsverzoek van 29 oktober. Op 30 oktober arriveerde generaal Weber von Webenau in Padua, dat in Italiaanse handen was, om over een wapenstilstand te onderhandelen. De hoofdonderhandelaar van de Italianen was luitenant-generaal Pietro Badoglio (1871-1956). Badoglio was de belangrijkste raadgever van de chef van de generale staf van Italië, generaal Armando Diaz. Kort tevoren had Badoglio, die niet alleen namens de Italianen, maar namens alle landen aangesloten bij de Entente de onderhandelingen leidde, van de bondgenoten te horen gekregen, een capitulatie af te dwingen, zonder deze als zodanig te noemen. Een van de eisen was het ongemoeid laten van het Italiaanse leger als zij verder zal oprukken Oostenrijks-Hongaars gebied binnen. Weber kreeg de eisen van de Entente overhandigd, maar hij doorzag al snel de ware bedoelingen en gaf te kennen dat hij alleen gemachtigd was om over het beëindigen van de vijandelijkheden te onderhandelen, en niet over een soort capitulatie. Generaal Weber von Webenau stuurde een officier naar Trente terug om contact op te nemen met Wenen. Zijn regering wilde aanvankelijk echter alleen een wapenstilstand en geen capitulatie. De keizer sprak op 2 november met vertegenwoordigers van de voorlopige regering van Duits-Oostenrijk en vroeg hun om advies, zij gaven te kennen dat Oostenrijk-Hongarije in moest gaan op de eisen van de Entente. Tegelijkertijd gaf de voorlopige regering aan dat de Duitse troepen die in Oostenrijk waren gestationeerd geen gevaar mochten lopen. Hierna belegde de keizer een vergadering van de kroonraad waarin ministers van de beide rijksdelen zitting hadden. Afgezien van Graf Andrássy, de minister van Buitenlandse Zaken, namen er geen Hongaren deel aan de zitting van de kroonraad omdat de personele unie reeds was beëindigd en de Hongaren zich al uit de strijd hadden teruggetrokken. De leden van de kroonraad drongen aan op onmiddellijke vrede. De keizer wilde aanvankelijk de voorlopige regering van Duits-Oostenrijk op de hoogte brengen van de uitslag van de vergadering van de kroonraad en zond minister-president Heinrich Lammasch en generaal Arz von Straussenburg - chef van de generale staf - naar het parlementsgebouw in Wenen, maar daar waren nog maar twee leden van de voorlopige regering terug te vinden die verklaarden dat een nieuwe vergadering van de voorlopige regering pas over negen uur gepland stond (het was inmiddels middernacht) en dat tijdens die vergadering een besluit zou worden genomen. Lammasch en Arz brachten het bericht over naar de keizer die besloot te wachten tot de volgende ochtend.

## Wapenstilstand
De Italianen, die vonden dat de Oostenrijkers talmden, dreigden de onderhandelingen te staken. Het Italiaanse offensief verliep steeds voorspoediger en direct handelen was noodzakelijk wilde Oostenrijk niet worden bezet door de Entente. De Italianen wilden uiterlijk 3 november om middernacht een antwoord van Oostenrijk-Hongarije. De leden van de voorlopige regering lieten in de ochtend van 3 november niets van zich horen en de keizer besloot uiteindelijk om generaal Weber een telegram te sturen waarin hij zijn goedkeuring gaf aan de wapenstilstand.
Op 3 november 1918 arriveerden Weber von Webenau en zes andere Oostenrijks-Hongaarse delegatieleden in de Villa Giusti in Padua, de woning van graaf Giusti del Giardino, die tot 1915 senator van het koninkrijk Italië was geweest. Hier moest de wapenstilstand worden getekend. Generaal Badoglio maakte nogmaals de eisen van de Entente over. Weber ging akkoord met de ontruiming van Val Canale, Triëst, Istrië en Dalmatië, alsook de Brennerpas. Vervolgens kregen de legers van de Entente 36 uur de tijd om verder op te rukken zonder dat Oostenrijks-Hongaarse troepen hen konden hinderen. Als gevolg hiervan bezetten de Italianen gebieden die tot dan toe niet tot het Italiaanse rijk behoorden. (Bij gevolg werden nog eens 350.000 Oostenrijks-Hongaarse militaire krijgsgevangen genomen.) Dit laatste stuitte aanvankelijk op fel verzet van Weber, maar hij had geen andere keus dan in te stemmen met de eisen. Oostenrijk werd voorts gedwongen haar infrastructuur ter beschikking te stellen van de Entente en de Duitsers die aan Oostenrijks-Hongaarse zijde vochten moesten hun wapens direct neerleggen. Feitelijk kwam het wapenstilstandsverdrag neer op een volledige capitulatie.
Het getekende wapenstilstandsverdrag dat in totaal 19 artikelen bevatte ging op 4 november 1918 om 15:00 uur in. De ondertekenaars van het verdrag waren:
Namens Oostenrijk-Hongarije:

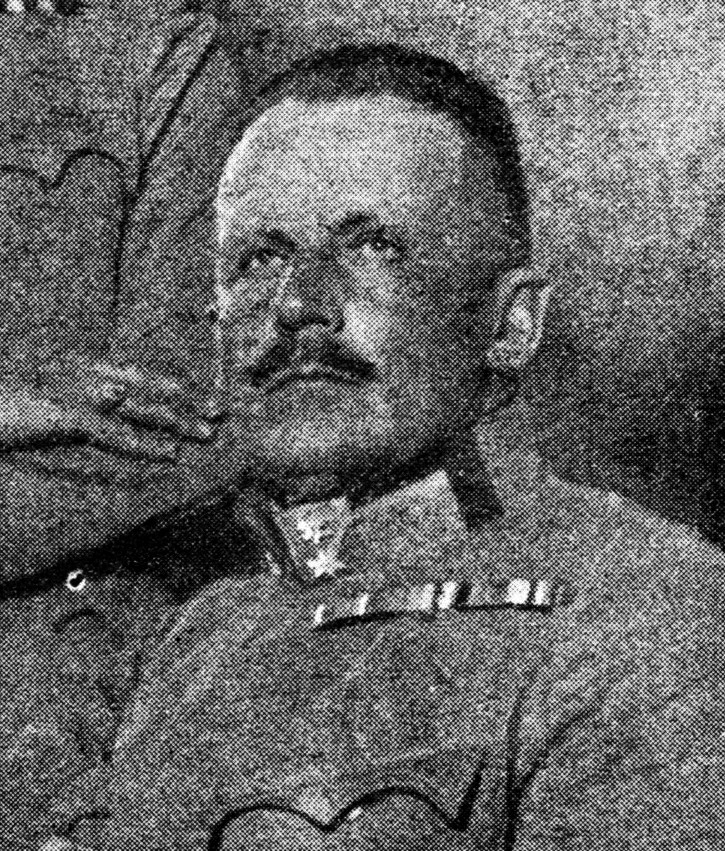
GdI Viktor Weber Edler von Webenau

- General Viktor Weber Edler von Webenau
- Oberst Karl Schneller
- Fregattenkapitän Johann Prinz von und zu Liechtenstein (namens de Oostenrijks-Hongaarse marine)
- Oberstleutnant J.V. Nyékhegyi
- Korvettenkapitän Georg Ritter Zwierkowski
- Generalstabsoberstleutnant Viktor Freiherr von Seiller
- Generalstabshauptmann Camillo Ruggera

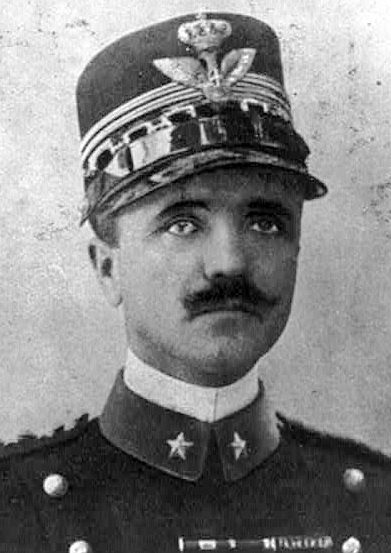
Ten. Gen. Pietro Badoglio

Namens Italië/de Entente:
- Ten. Gen. Pietro Badoglio
- Magg. Gen. Scipione Sciopioni
- Colonn. Tullio Marchetti
- Colonn. Pietro Gazzera
- Colonn. Pietro Maravigna
- Colonn. Alberto Pariani
- Cap. Vasc. Francesco Accinni

## Nasleep
Op 11 november 1918 eindigde het Oostenrijkse keizerrijk en werd Oostenrijk een republiek. De nieuwe republikeinse regering tekende op 10 september 1919 een vredesverdrag met de Entente mogendheden. Het verdrag trad op 16 juli 1920 in werking.
Hongarije sloot op 4 juni 1920 vrede met de Entente.

## Andere wapenstilstanden van de Eerste Wereldoorlog
- Wapenstilstand van 15 december 1917 - tussen de Centrale mogendheden en Rusland - 15 december 1917
- Wapenstilstand van Thessaloniki tussen de geallieerden en het Koninkrijk Bulgarije - 29 september 1918
- Wapenstilstand van Mudros tussen de geallieerden en het Ottomaanse Rijk - 30 oktober 1918
- Wapenstilstand van 11 november 1918 tussen de geallieerden en het Duitse Rijk - 11 november 1918